# Steppa Ujmonskaja
La steppa Ujmonskaja (in russo Уймонская степь?), o steppa di Ujmon, è un bacino intermontano dei monti Altaj attraversato dal fiume Katun'. Si trova in Russia, nell'Ust'-Koksinskij rajon della Repubblica dell'Altaj. 

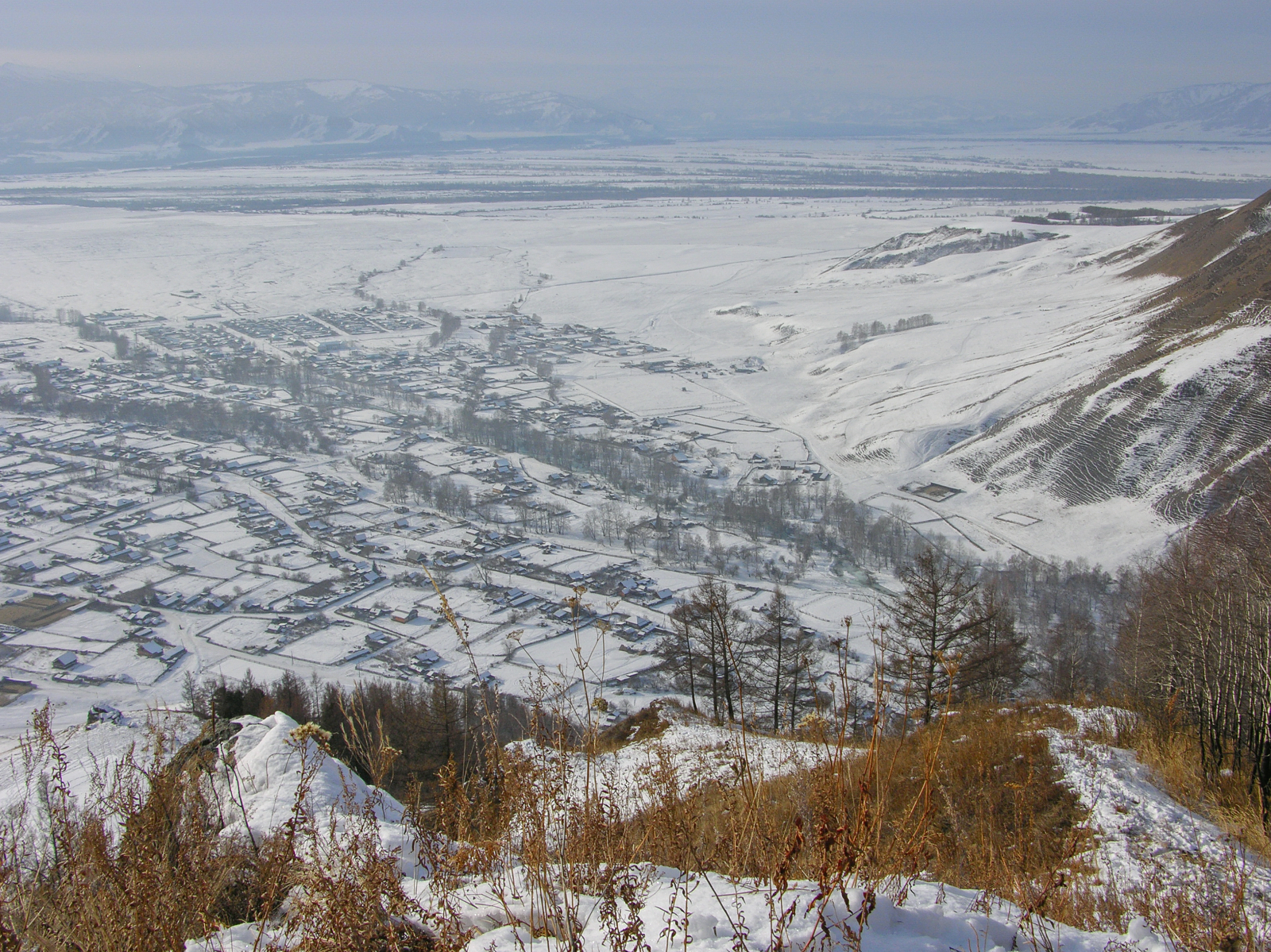
La steppa d'inverno

## Territorio
Il bacino è delimitato a nord della parte centrale dei monti Terektinskij, mentre a sud confina con i monti Katunskij. Si trova un'altitudine di circa 1 000 m sul livello del mare, la lunghezza è di oltre 35 km e la larghezza va dagli 8 ai13 km. 
La valle è letteralmente tagliata da molti corsi d'acqua e fiumi, tra questi la Kučerla, che confluiscono nel Katun', il quale scorre nella parte meridionale della steppa. All'ingresso della valle, il Katun' riceve la Koksa al villaggio di Ust'-Koksa, il centro amministrativo del rajon e il maggiore dei molti centri abitati del bacino.
Il fondo del bacino occupato dalla steppa di Ujmon (± 9.000 anni fa) era un grande lago del tardo-Pleistocene. Oggi sulle pendici delle montagne che circondano la valle si possono osservare frammenti conservati della linea d'onda. La valle è costituita principalmente da sedimenti lacustri di età neo-pleistocenica tardiva, rappresentati da terriccio sabbioso, terriccio con ghiaia nonché sedimenti alluvionali del fiume Katun' e dei suoi affluenti.

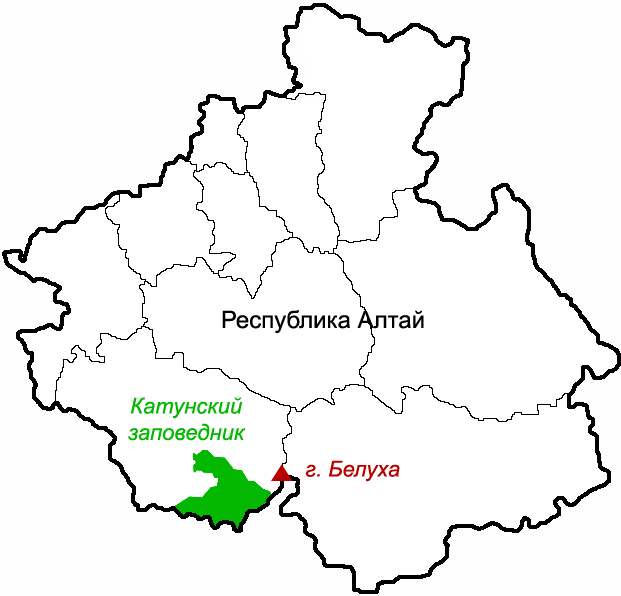
Localizzazione della «Riserva della biosfera del Katun'»

La valle fa parte della «Riserva della biosfera del Katun'», che nel 1998 ha ricevuto lo status di patrimonio mondiale dell'UNESCO.

## Trasporti
La steppa di Ujmon è uno dei luoghi più isolati dei monti Altaj: è attraversata da una sola strada l'«Ust-Koksinskij trakt» R373. Entra da nord-ovest attraverso il passo Gromotucha (перевал Громотуха, 2580 m) e si snoda lungo il corso del Katun' fino al villaggio di Tjungur. Prosegue poi, sempre accanto al Katun', fino a congiungersi alla R256 «Čujskij trakt» dove il Katun'  incontra la Čuja.